# 范驤
范驤（1608年—1675年），字文白，號默庵。海寧人。
明朝貢生，善書法。家貧，著述不輟。清初舉賢良方正，堅辭不就。順治十八年因莊廷鑨明史案被逮捕，後與查繼佐、陸圻等三人因提早自首，得免於祸，最後無罪開釋。卒年六十八。门人私谥清献先生。著有《點庵集》、《昭代尺牘小傳》。